# Spodní voda

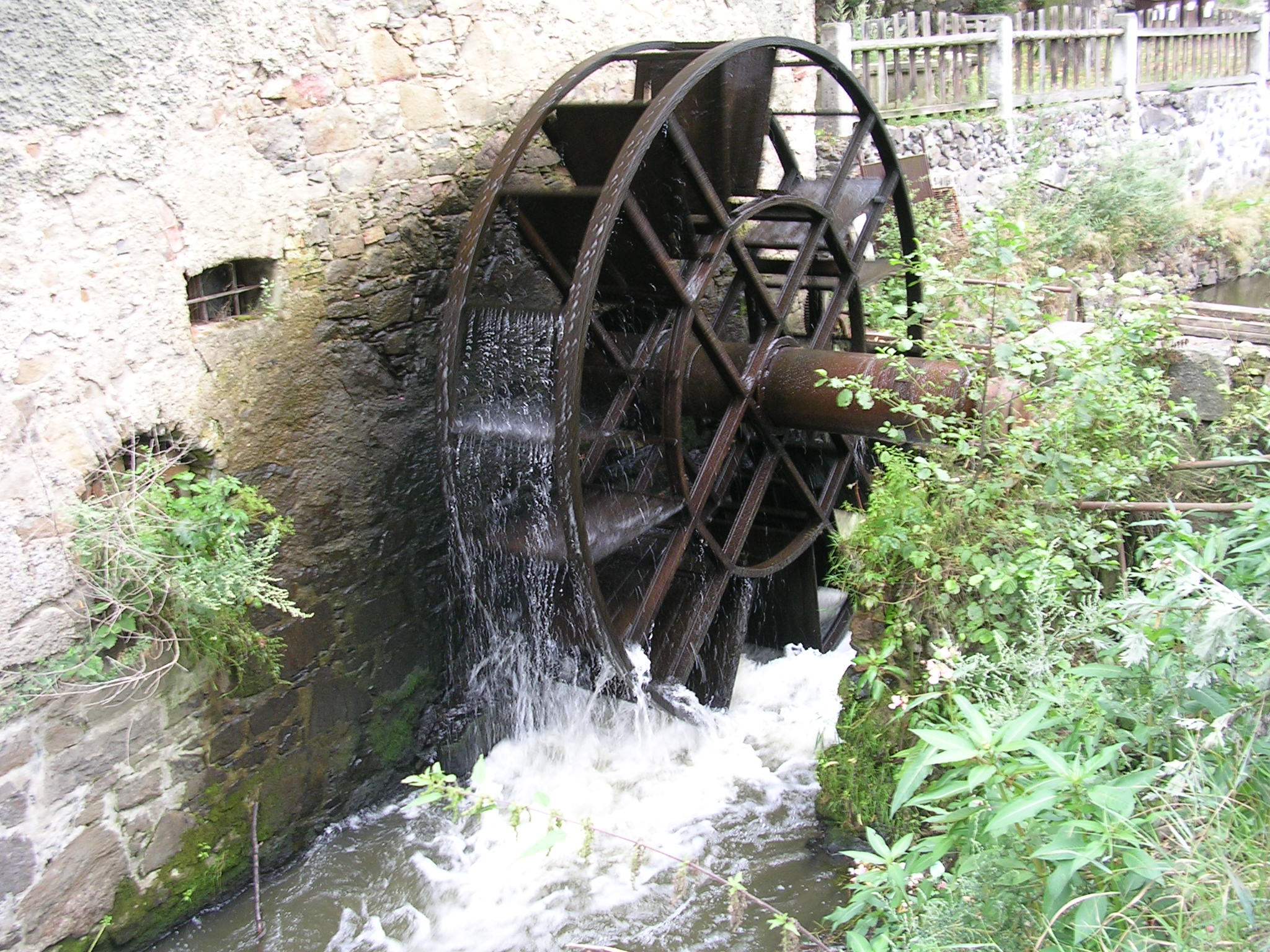
Vodní kolo na spodní vodu

Spodní voda je technický termín používaný v souvislosti s vodními stroji, zejména turbínami a vodními mlýny. Označuje relativní polohu hladiny vody vůči vodnímu stroji. Spodní voda je hladina vody pod vodním strojem nebo v jeho dolní části. V souvislosti s vodními stroji jsou pro vyjádření relativní polohy hladiny obdobně používány rovněž pojmy „střední voda“ a „horní voda“.  

## Pozor na záměnu
V češtině bývá termín „spodní voda“ mylně používán pro vodu podzemní, se kterou však nesouvisí. Tato terminologická chyba se objevuje jak v laických popisech, tak v příspěvcích v různých médiích včetně renomovaných periodik. Výjimečně v odborných textech. Voda ve vrtech, ve studních či voda zásobující prameny je výhradně voda podzemní, nikoli spodní.